# مخطوطات ترنتيوس فاتيكانوس 3868

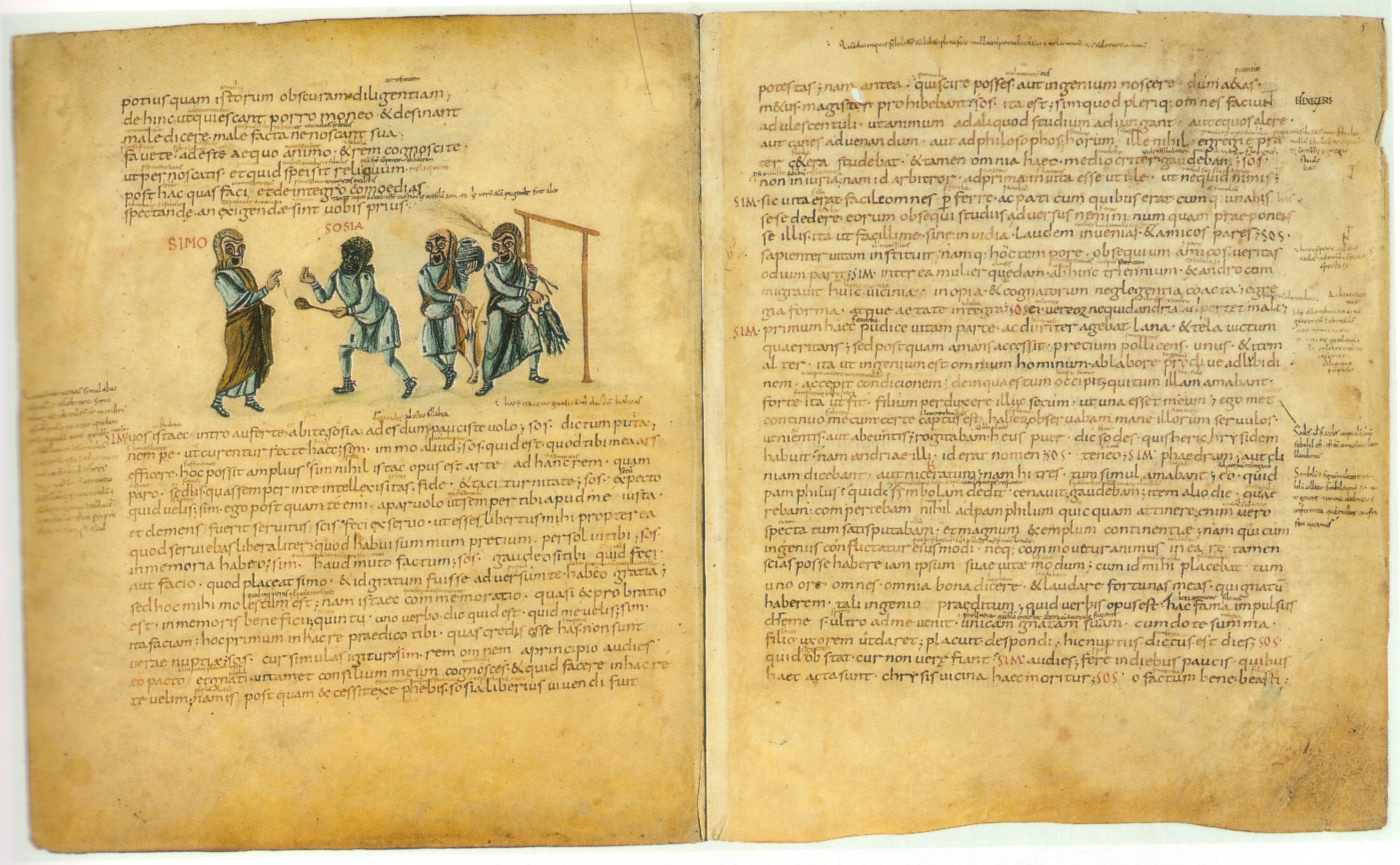
الضريبة على القيمة المضافة. اللات. 3868 (الأوراق 4 ظ / 5 و)

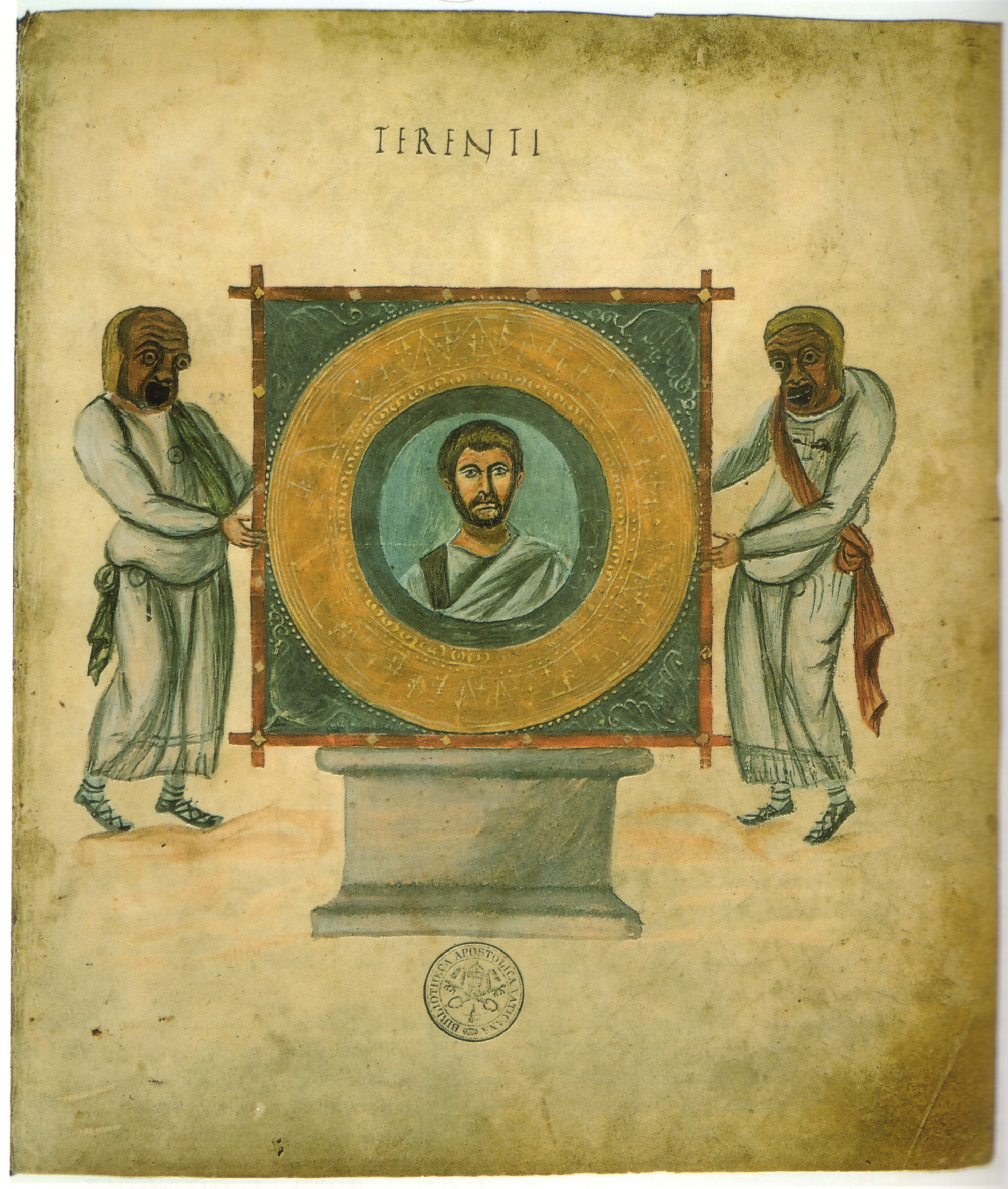
الورقة 2 مستقيمة

مخطوطات ترنتيوس، أو مخطوطات ترنتيوس فاتيكانوس 3868 ، هي مخطوطات من القرن التاسع الميلادي للكوميديا اللاتينية لصاحبها ترنتيوس ، والموجودة حالياُ في مكتبة الفاتيكان . وفقًا للتحليل الفني التاريخي، تم نسخ المخطوطة من نموذج القرن الثالث.

## وصف
صنعت المخطوطة في دير كورفي في حوالي عام 825 من قبل ناسخ يدعى هرودجاريوس.  تم تقديم الرسوم التوضيحية من قبل ثلاثة فنانين، واحد منهم كان اسمه أديلريكس.  تحتوي المخطوطة على 141 من مشاهد الرسوم التوضيحية. قام بيرنارد بيشوف بتأريخ المخطوطة بين عامي 820-830 للميلاد. 

## روابط خارجية
- «العمل الأكثر عبقرية وتعبيرية للفن السردي المعروف في العصور القديمة المتأخرة» (820) 2004-2012 Jeremy Norman & Co.